# Eurhadina rika
Eurhadina rika är en insektsart som beskrevs av Irena Dworakowska 2002. Eurhadina rika ingår i släktet Eurhadina och familjen dvärgstritar. Inga underarter finns listade i Catalogue of Life.